# Georg Dubislav Ludwig von Pirch

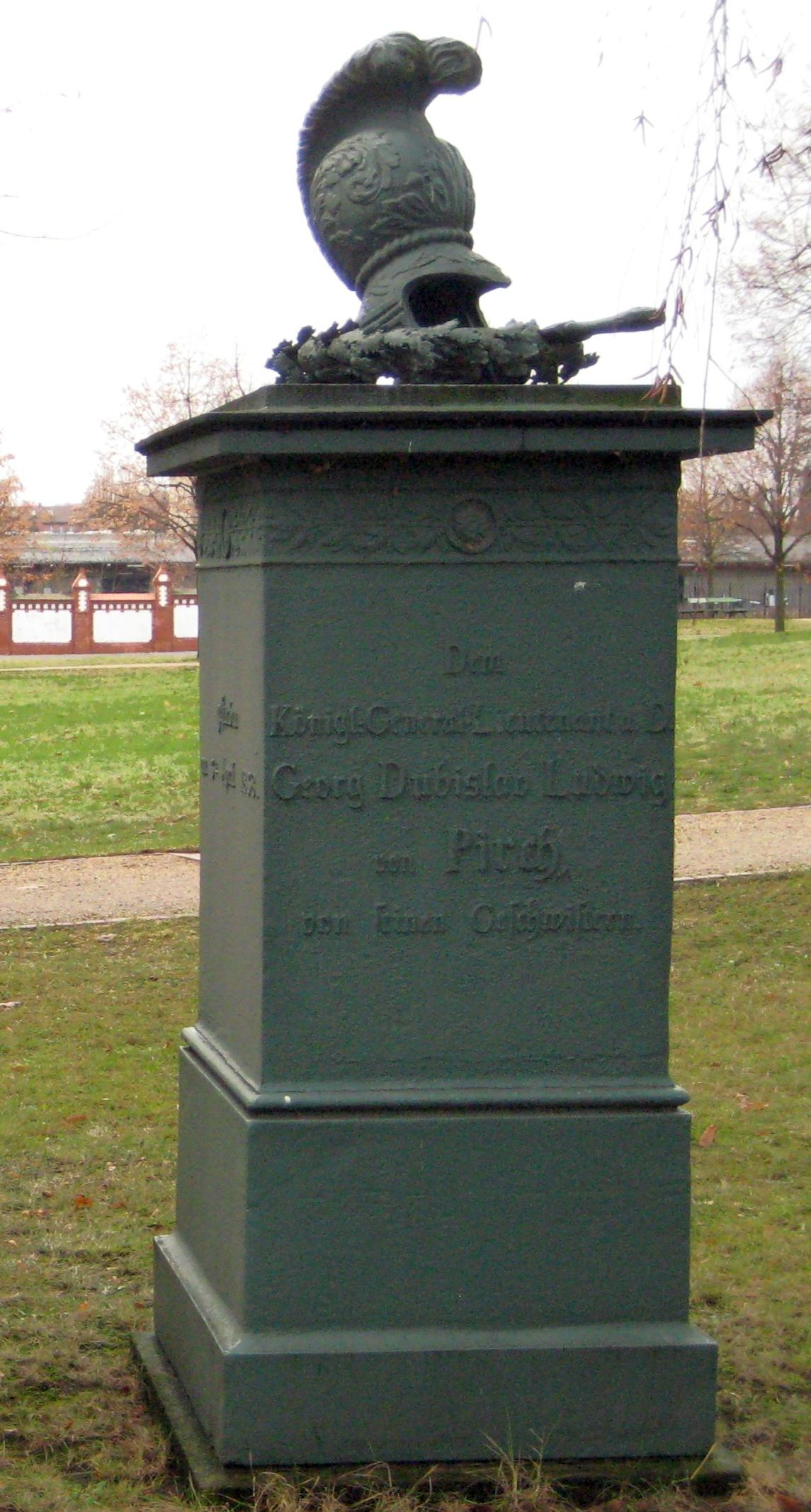
Grafmonument te Berlijn

Georg Dubislav Ludwig von Pirch (Maagdenburg, 13 december 1763 - Berlijn 3 april 1838) was een Pruisisch generaal.
Zijn vader Franz Otto von Pirch (1733-1813) en ook zijn broer Otto von Pirch waren generaal.
In 1775 nam hij dienst bij het 45e Infanterieregiment te Hessen-Kassel als korporaal. In 1780 werd hij vaandrig en in 1786 luitenant. In 1787 nam hij deel aan de veldtocht in Nederland. In 1789/90 bezette hij Luik onder generaal Martin Ernst von Schlieffen.
Hij raakte gewond en moest drie maanden herstellen. In 1792 werd inspecteur van de infanterie onder generaal von Gravenitz te Bayreuth. Hij nam deel aan het Beleg van Mainz in 1793. In 1795 werd hij kapitein.
In 1797 ging hij naar Breslau onder Frederik Lodewijk van Hohenlohe-Ingelfingen en werd majoor. Hij vocht in 1806 in de Slag bij Jena. Bij Prenzlau gaf hij zich over en werd tot 1808 Frans krijgsgevangene.
In mei 1809 ging hij naar Berlijn om onder generaal von Stutterheim de zaak Ferdinand von Schill te onderzoeken. In 1812 werd hij kolonel.
In 1813 werd hij generaal-majoor en vocht in de Slag bij Großgörschen en de Slag bij Hanau.
Na de wapenstilstand ging hij naar het 2e legerkorps en vocht hij in de Slag bij Dresden, de Slag bij Kulm en de Slag bij Leipzig waar hij op 18 oktober aan de spits van het 2e westpreußischen infanterieregiment onder vijandelijk vuur Probstheida aanviel.
In 1814 vocht Pirch onder Gebhard Leberecht von Blücher. Na de eerste Vrede van Parijs blef hij met zijn brigade te Aken en nam hij in 1815 het bevel van het 2e legerkorps over van Karl Heinrich von Borstell. Hij vocht in de Slag bij Ligny en de Slag bij Waterloo. August Neidhardt von Gneisenau had hem de opdracht gegeven, om in de Slag bij Waver de 18000 Fransen onder generaal Emmanuel de Grouchy tegen te houden.
Pirch gaf het commando over het 2e legerkorps aan prins August von Preußen af en belegerde onder zijn bevel de vestingen Maubeuge en Philippeville.
In de lente van 1816 vroeg hij pensioen om gezondheidsredenen. Koning Friedrich Wilhelm III weigerde, maar toen ook een kuur in de baden van Aken geen verbetering bracht, kreeg hij in de herfst zijn pensioen. Generaal von Pirch leefde stil en teruggetrokken te Berlijn tussen vrienden en familie. Hij las en hield zich met muziek bezig.
August Ludwig von Nostitz, adjudant van Blücher zei over Pirch: "Hij is meer geschikt om op een ondergeschikte plaats de gekregen bevelen juist te begrijpen en uit te voeren, dan dat hij op een hogere plaats zelfstandig en vanuit eigen inzicht te beantwoorden aan de noden van het ogenblik in verband met het grotere geheel."

## Militaire loopbaan
- Gefreitenkorporal: 1 januari 1775[1][2]
- Portepeefähnrich: 10 juli 1777[2]
- Fähnrich: 6 juli 1780
- Leutnant: 11 december 1786
- Oberleutnant:
- Stabskapitän: 7 februari 1795[2]
- Major: 19 november 1797[2]
- Oberstleutnant: 20 mei 1809[2]
- Oberst: 1812
- Generalmajor: 29 juni 1813[2]
- Generalleutnant: 11 juli[2]

## Onderscheidingen
- Orde van de Rode Adelaar, 3e klasse op 18 januari 1812[2]
- IJzeren Kruis 1813, 1e klasse (5 september 1813) en 2e klasse (19 mei 1813)[2]
- Orde van Sint-Anna, 1e klasse in 1813[2]
- Pour le Mérite met Eikenloof op 24 december 1813[3][2]
- Orde van de Rode Adelaar, 2e klasse met Eikenloof op 31 mei 1814[2]
- Orde van de Rode Adelaar, 1e klasse met Eikenloof op 18 juni 1816[2]
- Orde van Militaire Verdienste op 23 november 1816[2]
- Orde van Sint-George, 3e klasse op 10 december 1816[2]
- Grootofficier in het Legioen van Eer op 27 oktober 1817[2]

- Gemeinsame Normdatei: 139211632
- International Standard Name Identifier: 0000 0000 7124 2833
- Base Léonore: LH//2171/35
- Virtual International Authority File: 100506297